# Nāḩiyat az Ziyārah
Nāḩiyat az Ziyārah (arabiska: ناحية الزيارة) är ett subdistrikt i Syrien.   Det ligger i provinsen Hamah, i den västra delen av landet, 240 km norr om huvudstaden Damaskus.
Trakten runt Nāḩiyat az Ziyārah består till största delen av jordbruksmark. Runt Nāḩiyat az Ziyārah är det tätbefolkat, med 383 invånare per kvadratkilometer.